# Margarete von Uexküll Güldenbandt

Gletschertisch auf dem Persgletscher: Anton Willem Nieuwenhuis, Karl von Goebel, Eduard August Rübel, Margarete Niewenhuis-von Uexküll, Carl Schröter, Otto de Vries, Heinrich von Handel-Mazzetti (ohne Jahr)

Margarete von Uexküll Güldenbandt (geboren am 19. Januar 1873 in Kaunas; gestorben 4. Januar 1970) war eine russisch-niederländische Wissenschaftlerin, die 1901 als erste Frau an der Universität Zürich ihre Promotion in Botanik erfolgreich abschloss. Sie gehörte zum Kreis der ersten Frauen an der ETH Zürich aus dem Zarenreich. Ihre Dissertation Phylogenie der Blütenformen und der Geschlechtsverteilung bei den Compositen ist online und in Buchform erhältlich.

## Leben und Wirken
Als jüngstes von acht Kindern wurde sie als Baronin der adeligen Familie Uexküll in der heutigen zweitgrößten litauischen Stadt Kaunas (damals im Gebiet des zaristischen Kaiserreichs) geboren. Ihr Vater Georg Reinhold Uexküll von Güldenbandt (* 20. Juni 1825; † 18. August 1890 in Riga) war Ingenieur der Kadettenschule in Sankt Petersburg im Generalsrang, diente unter mehreren Zaren und mit Marie Boehtlingk (* 19. März 1830 in Riga; † 1881 ebenda) verheiratet. 
Nachdem ihre Eltern gestorben waren, beschloss Margarete von Uexküll Güldenbandt im Alter von 17 Jahren, sich an einem Gymnasium in Bern zu bewerben, wo sie die Matura erwarb. Damit war sie für ihre Freundin Anna Tumarkin ein Vorbild, die daraufhin mit privaten Nachhilfestunden bei Georg Finsler und Georg Sidler ihre Vorbildungsdefizite bei Maturafächern abbaute und die altklassischen Sprachen von Grund auf lernte. Auch ihre ältere Schwester Gertrud war für ein Studium in die Schweiz gezogen. Im Anschluss begann Margarete ihr Studium – sie war die dritte Studentin an der Polytechnischen Hochschule in Zürich (heute ETH Zürich). Dort lernte sie neben Wladimir Lenin auch Albert Einstein kennen. Mit seiner späteren Frau Mileva Marić lebte sie zusammen. 
Nach dem Doktorat in Zürich begab sie sich nach Asien. In Niederländisch-Indien nahm sie an einer mehrwöchigen und abenteuerlichen Schiffsexpedition teil. Sie hatte später einen Arbeitsplatz bei Melchior Treub, dem Direktor des Botanischen Garten von Buitenzorg auf Java. Dort lernte sie Anton Willem Nieuwenhuis kennen, dem sie später in die Niederlande folgte.
Mit Aletta Jacobs widmete sie sich in den Niederlanden der Frauenbewegung. Im Ersten Weltkrieg gründete sie De Nederlandsche Centrale für Kinder aus Krieg führenden Ländern mit dem Ziel, unterernährte Kinder aus Kriegsgebieten in die Niederlande zu bringen, damit diese dort Kraft schöpfen konnten. Das von Freiwilligen getragene Projekt konnte in fast zehn Jahren etwa 60.000 Kindern helfen.

## Familie
Ihre Ehe mit Anton Willem Nieuwenhuis führte sie nach Leiden, wo sie vier Kinder bekamen.
- Geertruida Johanna Nieuwenhuis (* 10. Juni 1903)
- Arend Reinhold Nieuwenhuis (* 20. April 1905; † 6. Mai 1977)
- Anton Alfred Jürgen Nieuwenhuis (* 6. September 1907)
- Margarethe Sophie Elsbeth Nieuwenhuis (* Februar 1914) verh. mit Pieter Herfst

## Rezeption

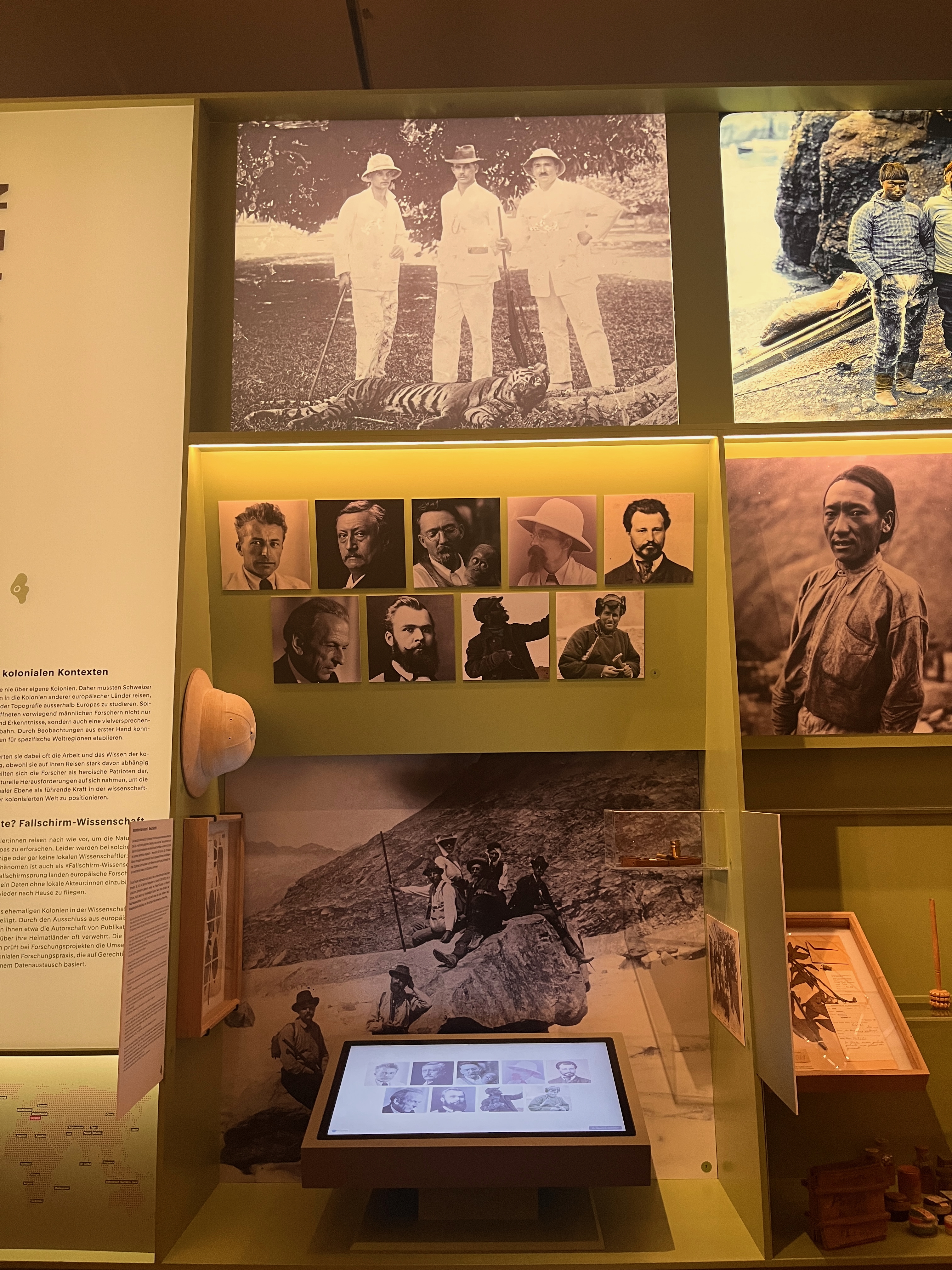
Ausstellung Colonial Traces (2025)

Im Rahmen der Ausstellung Colonial Traces an der ETH Zürich ist sie die einzige dargestellte Forscherin.

## Name
Weitere Namensvarianten sind:
- Güldenband, Margarethe von Uexküll
- Güldenbandt, M. Nieuwenhuis-von Üxküll
- Nieuwenhuis, Margarethe
- Nieuwenhuis-baronesse von Uexküll-Güldenbrand, M. J. T.
- Nieuwenhuis-von Üxküll-Güldenbandt, Margarethe
- Uexküll Güldenband, Margaret(h)e, (baronesse) von
- Uexküll Güldenbandt, Margarethe von
- Uexküll Güldenbandt, Johanna Margarete Toni von
- Üxküll-Güldenbandt-Nieuwenhuis, Margarethe (von)

## Weblink
- Biografie (PDF, niederländisch)